# Institut Schiller
 (février 2008).
Si vous disposez d'ouvrages ou d'articles de référence ou si vous connaissez des sites web de qualité traitant du thème abordé ici, merci de compléter l'article en donnant les références utiles à sa vérifiabilité et en les liant à la section « Notes et références ».
L'Institut Schiller est un cercle de réflexion et d'influence international du mouvement de Lyndon LaRouche fondé par Helga Zepp-LaRouche, son épouse, d'origine allemande. L'institut fut fondé en Allemagne en 1984 avec un important chapitre aux États-Unis. Parmi les buts de l'institut, figure celui d'appliquer les idéaux du philosophe Friedrich Schiller à la "crise du monde actuel".